# ナチズム
ナチズム（英: Nazism 独: Nationalsozialismus〔ナツィオナールゾツィアリスムス〕）は、国民社会主義ドイツ労働者党（ナチス、ナチ党）を代表とするイデオロギーであり、1933年から1945年までのナチス・ドイツでは国家の公式イデオロギーとされた。日本語訳は国民社会主義、国家社会主義、民族社会主義など。
派生用語として使用される「ネオナチ」は、ナチズムとは違い極右民族主義などの極右思想の組織、また個人等を包括的に表す言葉として利用される。人種を問わず多岐に存在し、これら政治組織、軍事組織、テロ組織等は、アメリカ合衆国国務省、連邦捜査局（FBI）、国連人権高等弁務官事務所（OHCHR）、日本公安調査庁等が警告している。

## 呼称

ハーケンクロイツは1920年ナチ党が党章として採用した。ヒトラーは、赤は運動の社会的思想を、ハーケンクロイツにはアーリア人種の勝利のための戦いの使命と、反ユダヤ主義的である創造的な活動の思想が表象されている、と説明している。
1933年9月には黒・白・赤のドイツ国旗と並んで国旗としての扱いを受けるようになり、1935年9月から単独の国旗となった。以降、ドイツ国防軍旗など様々な場面で使用されている。
西ドイツ時代を含むドイツ連邦共和国においては、刑法第86条「違憲団体の宣伝手段の頒布禁止」において、連邦憲法裁判所により違憲と判断された政党のものとともに、かつての国家社会主義組織（ナチ党）の企てを継承するような内容の旗、記章、制服、スローガン、敬礼などの標章を頒布もしくは公共の場で使用することは犯罪とされている。

「ナチス」や「ナチズム」は、国民社会主義ドイツ労働者党の蔑称であるナチから派生したものであり、支持者達は「Nationalsozialismus, NS」を称した。
敵対する社会主義・共産主義陣営であるスターリンやコミンテルンは、ナチズムはイタリアのファシスト党のイデオロギー「ファシズム」の一種であると定義し、「ファシズム」と呼んだ（1920年代の社会ファシズム論、1930年代の人民戦線戦術など）。この用法は第二次世界大戦後にいたっても行われている。
ただし、後のネオナチは上記の限りではなく、「ナチズム」や「ファシズム」を自称する場合もある。また、単語としての「ナチズム」は、国民社会主義ドイツ労働者党の思想のみならず、その政策やナチス・ドイツの支配形態一般を指すこともある。

### 和訳
日本語では「国家社会主義」「国民社会主義」「民族社会主義」と翻訳されている（国民社会主義ドイツ労働者党#名称も参照）。
ナチズム期のメディアなどを研究する佐藤卓己は、これを「国民社会主義」と訳すべきと主張する。佐藤は、「国家社会主義」とするのは誤訳であり現代ドイツ史の専門家で「国家社会主義」などと訳す者などいない、と述べている。佐藤はさらに、「国家社会主義」と誤訳され続ける背景には「「国家」責任のみ追及して「国民」責任を問おうとしない心性」があると見ている。
またドイツ近現代史専門の石田勇治も、ドイツ語の「National」は「国家的ではなく、国民的あるいは民族的という意味で用いられています」と主張する。石田は、「ナチズムは国家ではなく、国民・民族を優先する思想」であり、党名を「国家社会主義」と訳すとそのナチズムの本質を見誤ってしまうため、日本語訳は「国民社会主義」とすべきと主張している。なお、石田は、ナチズムを国民主義と社会主義の融合と説明しており（後述）、その意味でも「国民社会主義」という訳語が妥当とする。
経済学者の瀬戸丘紘は、「ファシズムにとって『階級』ならぬ『民族』を意識させ『民族』意識をテコとすることは決定的に重要だった」との理由から、「国家社会主義」ではなく「民族社会主義」の訳語を用いている。

## 定義
ナチズムは、民族を軸に国民を統合しようとする国民主義と、マルクス主義や階級意識を克服して国民を束ねる共同体主義を融合したものである。なお、ヒトラーは、前者と後者は同一であると主張していた。国民主義と共同体主義という意味での社会主義の融合であることを示すために「国民社会主義」と称していた。別の定義では、国家主義・民族主義的な政権によって社会を全面的に統制しようとする思想・運動とされる。結束主義（ファシズム）や全体主義の一種で、特徴としては反共産主義、反マルクス主義、反民主主義、反自由主義、反個人主義、反議会主義、反資本主義、社会ダーウィン主義などを持っている。
アドルフ・ヒトラーはナチズムを「あらゆる活動を拘束し、義務づける法則」という「一個の世界観である」と定義した。またナチ党の運動の目的は「すべてのドイツ人の生活が（ナチズムの世界観という）根本的価値に基づいて形成され、日々新たに営まれるようになる」ことであった。このため「ナチズムはドイツ民族のためにのみ生み出されたもの」であり「決して輸出品とならない」思想であるため、人類普遍の法則とは考えられなかった。
しかしナチ党がその世界観を体系的に示した例は数少ない。初期に発表された25カ条綱領は永久不変の綱領とされたが、ナチズムの創始者であるヒトラーが生前出版したのは「我が闘争」の前後編のみである。しかしナチズムの思想はこの本に全て示されたわけではなく、ヒトラーの演説や、指導的立場にある幹部の著作・演説等も民族が従うべき「ナチズムの見解」とされた。アルフレート・ローゼンベルクの「二十世紀の神話」、リヒャルト・ヴァルター・ダレの「血と土」イデオロギーに基づく著作、党機関紙「フェルキッシャー・ベオバハター」などがその代表的なものである。しかし、これらの細部には各人の思想が現れており、ナチズム運動参加者全体で統一された認識とならないものも多かった。また、「ヒトラー第二の書」や「ヒトラーのテーブル・トーク」など戦後になって公開された資料も存在している。
この状況はヨーゼフ・ゲッベルスが「ナチズムは個別の事柄や問題を検討してきたのであって、その意味では一つの教義を持ったことがない」と述べていることに現れている。また、政治的状況に応じて時には主張も次第に変化した。政権獲得までには第三の位置的思想を持つナチス左派も影響力を持っており、一方で突撃隊による褐色革命を唱えたエルンスト・レームのような主張もあった。
しかしこれらの幹部達も、当時流行していた人種学に基づくドイツ民族による民族共同体（独: Volksgemeinschaft）の思想と、反ユダヤ主義、そして唯一の指導者が指導者原理に基づいて行う指導体制がナチズムの根幹であることを強く認識していた。このため多くの幹部は、基本的に指導者ヒトラーの指導に従った。この点に不満を持ったオットー・シュトラッサーらは党から離脱し、正当な国家社会主義を称する黒色戦線などの組織を設立した。

## 歴史

### 前史
ナチズムやファシズムの先駆とされるものには、フランスのアクション・フランセーズやピエール・ビエトリーの黄色社会主義、イギリスのヘンリー・ハインドマンの愛国的な国家社会主義、オーストリアの国家社会主義運動(en)や、ヨーロッパに根強い反ユダヤ主義などがある。
またナチズムはドイツの伝統的な右派・保守思想の影響を強く受けたものであった。国家主義・官僚主義・軍国主義・反西欧主義の風潮はドイツ帝国時代から支配層と一般市民層の間に広く浸透していた。またヴァイマル共和政がドイツの伝統に基づかない臨時の国家であり、民主主義を西欧の思想として排斥する考えは右派を中心としたドイツ国民に深く根付いていた。このためナチスの主張する反民主主義・反議会主義・反国際主義・反平和主義・反社会主義・反合理主義に基づく主張は一般民衆、特に中産階級の間に広く浸透する事ができた。
またアルトゥール・メラー・ファン・デン・ブルックは1923年の著書『第三帝国論』において、民族共同体を破壊する自由主義への嫌悪、さらに政治指導者による独裁「指導者原理」による、ドイツ帝国の正統性を受け継ぐ「第三のライヒ（第三帝国）」の創設を唱えており、これらの用語はナチズムにおいて大いに利用された。
東方生存圏等の思想においては全ドイツ連盟（de）のゲオルク・フォン・シェーネラーやハインリヒ・クラースの影響も大きかった。

### ヒトラーの思想形成
アドルフ・ヒトラーは若い頃から読書家であり、多くの書物を読んだ。アルトゥル・ショーペンハウアーなどの著作を読み、さらに当時流行していた反ユダヤ主義の新聞「ドイツ民衆新聞」も読んでいた。また、カリスマ的な政治運動指導者であり、反ユダヤ主義を唱えていたカール・ルエーガーとゲオルク・フォン・シェーネラーの二人を運動の模範としてたたえ、「我が闘争」の中では「我が人生の師」としている。彼らに見られるように反ユダヤ主義は広く浸透しており、ヒトラーの思想の土壌となった。
第一次世界大戦中にはヒトラーは国際主義の打破を訴える手紙を送っている。戦後には軍の非合法政治調査活動の仕事に就くことになるが、この時に政治学の教授の講義を受けた。後にナチ党の幹部となるゴットフリート・フェーダーも講師の一人であった。ヒトラーの思想の基礎はこのようにしてできあがっていった。1919年9月16日にはヒトラーは最初の政治的書簡を書いたが、反ユダヤ思想とともにフェーダーの影響によるユダヤ資本への攻撃思想が現れている。

### 初期のナチ党

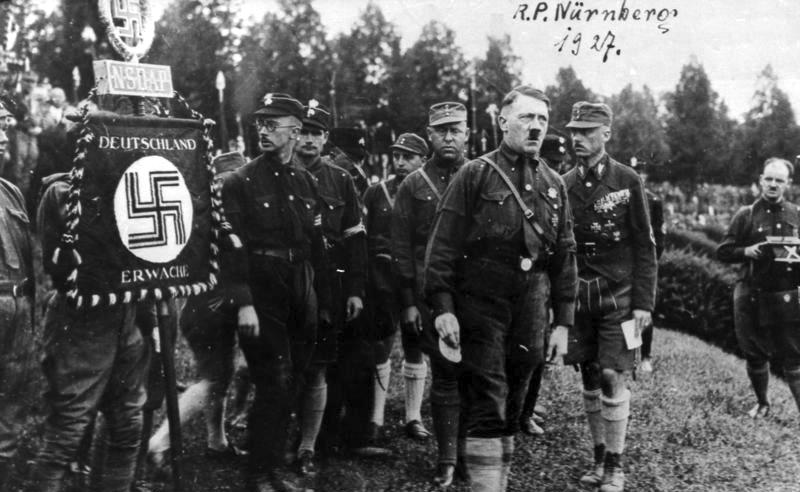
1927年のニュルンベルクでのナチ党党大会

ヒトラーが入党した1919年のドイツ労働者党（ナチ党の前身）は、小さな政治サークルに過ぎなかった。しかし党は右派組織トゥーレ協会や右翼保守派の全ドイツ連盟の支援と指導を受けていた。トゥーレ協会にはドイツ労働者党のメンバーでもあるディートリヒ・エッカートやアルフレート・ローゼンベルクのような理論家がおり、またルドルフ・ヘスやハンス・フランクのような後のナチ党幹部となる者もいた。第一議長カール・ハラーら保守派は「敵陣営の陰謀」を回避するために党を閉鎖的サークルにしておき、間接的な政治運動を行うほうが好ましいと考えていた。
ヒトラーが頭角を現すと、1920年2月21日に新綱領の採択と党名の変更を可決した。この時に党名は「Nationalsozialistische Deutsche Arbeiterpartei」（国民社会主義ドイツ労働者党）と決まったが、これはオーストリアに存在した、シェーネラー派の分派が母体のドイツ国民社会主義労働者党「Deutsche Nationalsozialistische Arbeiterpartei」にならったものだった。トゥーレ協会の指導を受けようとする第一議長ハラーは排除され、アントン・ドレクスラーが議長となった。利子奴隷制の打破、反ユダヤ主義を謳った新綱領25カ条綱領の作成にはヒトラーとドレクスラーが当たったと考えられており、一部にはエッカートやフェーダーの主張も取り入れられていた。
しかしこの頃のヒトラー及びナチ党の思想および主張は、全ドイツ連盟系の思想と大きく違っていなかった。1921年7月、ヒトラーは党の第一議長となり独裁権を手に入れた。この頃からエッカート、ヘスらはヒトラーを指導者（Führer）と呼ぶようになった。この指導者の呼称は当時様々な団体において、カリスマ的な運動の指導者に対して広く用いられていた。しかし、かならずしも独裁権を持つものではなかった。
ナチ党が勢力を拡大する中で、後にナチス左派の領袖となるグレゴール・シュトラッサーらが加入した。また、エアハルト海兵旅団を始めとするドイツ義勇軍（フライコール）の隊員が、党の半武装組織突撃隊へと流入した。

### 政権奪取までのナチズム
1923年のミュンヘン一揆の失敗により、ヒトラーはランツベルク要塞刑務所に収監された。獄中生活でヒトラーは多くの本を読み、思想をさらに固めていく事になる。ここで口述筆記によって完成した『我が闘争』は1925年に出版され、以降ナチズムは独自色を強めていく事になった。
その頃、先に出獄したグレゴール・シュトラッサーと弟オットーが勢力を拡張し、社会主義的色彩の強い新綱領を策定しようとした。しかしこれは今まで党に献金してきた右派富裕層の離反につながるものであった。1926年2月14日、ヒトラーはこの動きを押さえるためバンベルク会議において25カ条綱領を不変の綱領と規定し、それを優越する指導者原理による独裁権を認めさせた。反発したオットーは7月4日に党から離脱し、革命的国家社会主義者闘争活動共同体（後の黒色戦線）を結成したが追随者はわずかであった。
1928年頃、ヒトラーは新たな著書の執筆に当たったが、この本は結局出版されなかった。この本は「ヒトラー第二の書」と呼ばれている。一方で突撃隊は党幹部に対する批判を強め、1930年から1931年にかけて、ベルリンの突撃隊が親衛隊や党支部を襲撃する事件が起きた。ヒトラーはレームを召喚して慰撫に当たらせたが、レームの元で突撃隊は独自色を強めていくことになった。

### 政権奪取後のナチズム

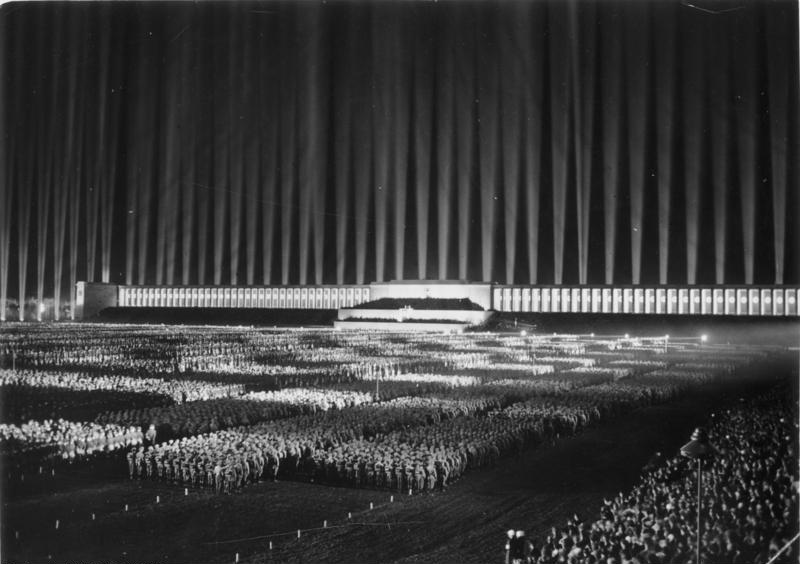
1936年のナチ党党大会

1933年1月30日にヒトラーが首相となると、ナチスはあらゆる手段を通じて国家のナチス化をすすめていった。この一連の措置は「強制的同一化」と呼ばれている。1934年には党内の大勢力である突撃隊幹部を「長いナイフの夜」によって粛清、以降国内で党の路線を公然と批判するものはなくなった。その後ヒムラー、ゲッベルス、ダレ、フリック、ローゼンベルクといった党の実力者たちはそれぞれの権力が及ぶ範囲で自らのナチズムを推進していった。しかし彼らの思想は権力を失うと影響力も無くなり、ナチズム思想に決定的な影響を与える事はできなかった。
1941年に独ソ戦が開始されると、ナチズムの思想に基づく東方生存圏の構築が行われ、多くの死者が出た。戦局が悪化するとこれらの取り組みは中止され、ドイツの降伏とともに、公式イデオロギーとしてのナチズムの歴史は終わった。

### 現在
第二次世界大戦終結後まもない1945年9月10日、ナチ党はドイツを占領した連合国管理理事会（en:Allied Control Council）によって禁止された。連合国はナチ党とナチズムが戦争を引き起こしたと考え、ナチ党指導部の追放、思想の追放を行った。これらの動きは「非ナチ化」と呼ばれる。ニュルンベルク裁判では、ナチス党指導部、親衛隊、ゲシュタポの3組織が「犯罪的な組織」と認定された。
ナチズムは現在のドイツ国内では非合法化され、現在の同党の支持者はネオナチと呼ばれドイツ国内および外国で活動しているが、一部には本来のナチズムから逸脱する傾向を含むことから、別の理念に基いた活動と見なされるケースもある（詳細はネオナチを参照）。

## イデオロギー

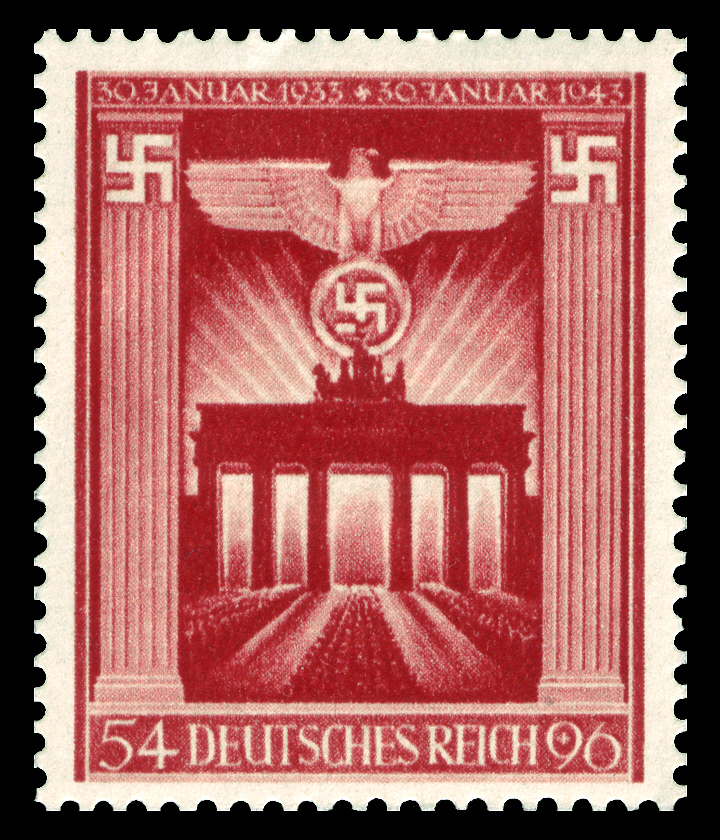
1943年の切手

### 世界観
首相就任後、アドルフ・ヒトラーは首相官邸において「この地球は『人種戦争の勝利者に贈られる持ち回りの優勝カップに過ぎない』」と語った。この言葉は世界を人種同士が主導権を握るために争う闘争状態ととらえていたことから来ている。「非アーリア人、有色人種、モンゴル人は、ボルシェヴィズムの下に、すでに全面的な戦いに立ち上がって」おり、ナチ党の政権獲得は「世界史上最も偉大な民族であるゲルマン人による人種革命」の開始に他ならなかった。
このことはすでに『我が闘争』の中でこのように触れられている。「最も優れた人間がこの地上を獲得し、地球内外の諸領域で自由に活動できる」ようにするため、「遠い将来人類に生ずるであろう諸問題の克服のため、最高の人種だけが、全地球上のあらゆる手段と可能性に支持されて、支配民族たるべく招かれている」。

### 人種・民族
ヒトラーが「ナチズムはもっぱら人種に関する諸認識から生まれた一つの民族的政治理論である」と評したように、人種はナチズムにおいて最も重要な問題の一つであった。ナチズムの思想において人種とは、肉体の外観だけではなく、言葉や習慣、心情にいたるまでの精神的性向も遺伝するものである。ゆえに人種は決して平等ではなく、中でも白色人種は「生まれながらの絶対的な支配者としての感情」があり、「他のすべての世界を支配する権利」を与えられていることは自明であった。
その白色人種が構成するヨーロッパの各民族は、北方人種、地中海人種、ディナール人種、東方アルプス人種などの各人種が混血してできあがったものである。その各人種のうち、最も優れた精神的・肉体的性向を遺伝するのは「北方人種」であり、ドイツ民族にはその北方人種の構成要素が最も多いとされていた。すなわちドイツ民族とは、最も優れた人種の精神を受け継いだ「種と運命の同質性に立脚する」民族共同体である。このため「世界支配への参加の権利をドイツ民族より以上に有する民族は存在しない」、すなわち支配人種(en)と定義された。
この民族思想は必ずしも純血主義とイコールではない。一定のドイツ的な人種と混血することで、その人々を「ドイツ化」することは可能であった。ヒトラーは1942年5月12日の談話で、人種的に優れたドイツ人部隊を劣等な異民族地に駐屯させると（部隊とその地の女性の間で私生児が生まれることにより）、その地の民族の血を「若返らせる」ことができると述べている。一方で劣等人種の血が優勢にならないように、その流入を防ぐことも必要であるとされた。
この人種イデオロギーに基づき、ユダヤ人もユダヤ教徒を指すのではなく、「人種」と定義されている。これらの人種イデオロギーに決定的な影響を与えたのが人種学者ハンス・ギュンターの理論であり、ナチズムの人種理論は彼の定義を大きく外れるものではなかった。

### 民族共同体
この民族共同体が第一次世界大戦で敗北し、惨めな境遇に追い込まれた最も根源的な問題は、「ドイツ民族の内面的堕落」にあった。その堕落をもたらしたのは「マルクス主義」と「民族の血の汚濁」である。団結していたドイツはマルクス主義によって深刻な分裂に追い込まれた。民主主義は分裂した状況にふさわしい政治原理であり、さらに国際主義や「自己保存及び闘争本能の衰退」、「人格的価値の軽視」をもたらした。それらによって「ドイツ的なるもの」は壊滅状態に追い込まれてしまったことが破局の原因であるとした。さらにドイツ民族は北方人種以外の劣等人種(Untermensch)、特にユダヤ人による「血の汚濁」を受けていることが重要な問題であった。これらの二つの問題を「治療」することがドイツ民族を再び「世界の支配者」たらしめえることであった。
全権委任法成立の翌日、ナチ党機関紙「フェルキッシャー・ベオバハター」は次のような論説を掲載した。「ヒトラーはドイツ救済のために必要なことならば、いかなることでも行う権力を手にいれたのだ。消極的には、民族を破壊するマルクス主義者の暴力の根絶であり、積極的には、新しい民族共同体の建設である」。ナチ党の権力掌握後に行われた「強制的同一化」と呼ばれる、既存の秩序を解体・再編成する一連の措置は「新しい民族共同体」へと、社会と民族、そしてドイツ人個人の思想を国家社会主義運動と同一化させるものであった。

### 指導者と指導部
民族共同体の一人一人は、民族全体に関わる問題を認識しえない。従って、民族最良の人物が民族にかわって民族全体の力を「適切な方法で、適切な場で、適切な時期に投入する」ことが必要であるとされた。この民族全体を導く人物こそが「指導者」（独: Führer、総統を参照）である。指導者と、彼に指導される被指導者団が指導者に忠誠を誓い、積極的に協力する体制こそがあるべき「民族共同体」の姿であった。しかし指導者の意思は恣意的なものではなく、「民族の意思は指導者を通じて表現され、実現される」とされるように、民族の意思そのものとされた。こうした指導者の指導は無謬であり、絶対の服従が求められた。またこの指導者とは民族によって選ばれるものではなく、より高次の存在より「与えられる」ものであった。
しかし指導者が一人で民族指導を行うことは不可能であった。そのため指導者には最終目標のために己のすべてを投げ打つ「運動の使徒」が必要であり、それがナチ党であった。このためナチ党は「政党と比較可能なものではなく」、「一つの世界観」であった。
党は指導者を頂点とする、階層的な政治指導部を構成する。階層化された指導部にはそれぞれ指導者がおり、下位の指導者を指導する。彼らは上位の指導者に責任を負うが、下には負わない。つまり「責任は上へ、命令は上から」であり、究極的で無謬の指導者であるヒトラーがすべての指導の頂点にあった。これらの指導者に関する原則を「指導者原理」と呼んだ。
この階層的な指導部の中での闘争の中で、新たなドイツのみならず世界を指導する「新たな貴族階級が誕生する」とされた。彼らが闘争を勝ち抜いたのは、『北方人種』の性格的な特徴を持った者であるからであり、それ故に彼らは民族指導に関与する資格が得られるというものであった。

### 国家
ヒトラーは「我が闘争」において国家とは、「一つの手段である」とした。すなわち民族共同体を維持するための、そして指導者が民族を指導するための手段であった。同様に党も「一つの手段」であるとされ、党と国家の両者は指導者の下にあって、民族共同体の指導体制を構築するためのものであった。このため国民はドイツ民族とその近縁の血を持つ人種だけであり、政権獲得後にはユダヤ人やポーランド人移民の国籍が剥奪された。1933年12月には「国家と党の統一を保障するための法律」によって「党は国家と不可分の一体」となったが、それでも統合されたわけではなかった。指導者は党を世界観によって指導し、国を法規範により監督する地位であるとされた。
1934年8月の『国家元首に関する法律』によって、ドイツ国首相職と大統領職が合一されるとともに、「Führer und Reichskanzlerであるアドルフ・ヒトラー」に大統領の権能が委譲された。これにより、国家の上に指導者が立つ民族指導体制が確立した。

### 個人
ナチズムの世界観において個人は独立の人格ではなく、共同体の精神と生をともに担う「共同体の分肢」、「民族の同胞」としてのみ存在を許された。これを端的にあらわしたヒトラーの言葉が、「民族が全てであり、個人は無である」である。またヒトラーが「自分自身のためだけに過ごせる時間というものは誰にも存在しない」と述べたように、一人一人の人生は民族への奉仕のみに貫かれるべきものであった。
すでに成人した者にも「人格の全面的改造」が行われた。党と国家、特に国民啓蒙・宣伝省は「啓蒙」と「宣伝」によってこの任務を担った。ドイツ的・民族的とされた映画・芸術によって民族を「啓蒙」し、新聞・ラジオなどによってナチズムは「宣伝」された。

### 育種と淘汰

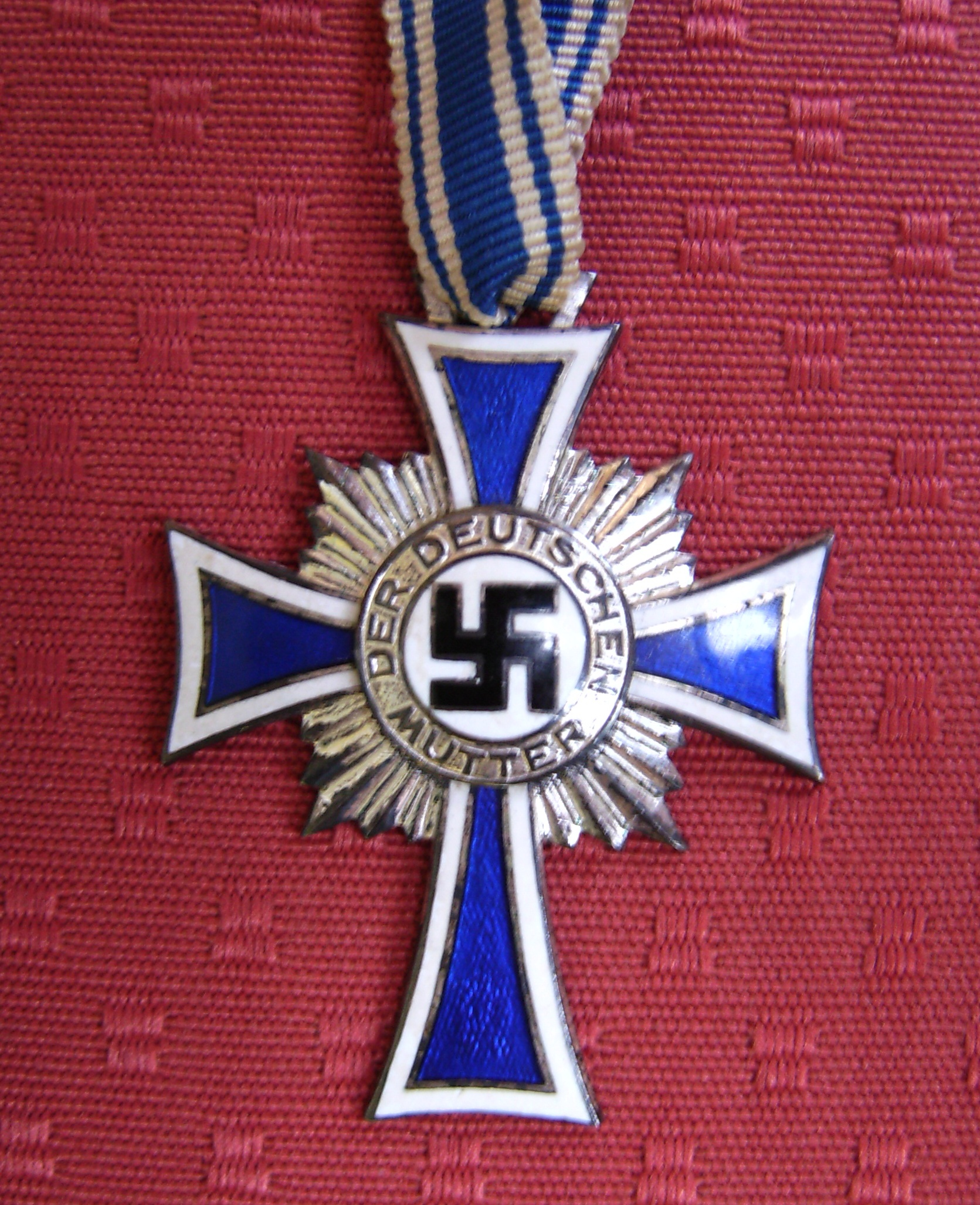
5人以上8人未満の子を生んだ母親に授与される二級母親十字章。ナチス・ドイツにおいて多産の母親には母親十字章が与えられ、顕彰された。

ヒトラーは「ヒトラー第二の書」において、民族を「より高等な（民族へと）品種改良（独: züchten）すること」がナチズムの課題であり、政策であるとした。この考えに遺伝的に最も優れたもののみが結婚し、子孫を生産することが理想であるとされた。さらにナチズムではドイツ民族という種の維持のため、多産が求められた。これは当時のドイツ人口が減少していたことと、多数の子供が社会に出されることで、生き残るべき優れた者をその中から選抜できるようにする目的があった。
また、ヒトラーは「最も価値ある能力の持ち主というものは、長子や第二子の間には含まれない」と考えていた。このため歴史上の有名人が長男や次男ではないことを示すキャンペーンも行われた。
一方で弱者、民族の裏切り者、同性愛者や少年犯罪者、常習犯罪者、遺伝病者、精神病者などは「人格全体」もしくは肉体の「変質」を起こした種的変質者であるとされた。これらの質的変質者を「淘汰」することで、種としての共同体を汚染から救うべきであると考えられた。このためナチス刑法においては死刑の対象となる罪が、ヴァイマル時代の3から1944年には46以上に増加し、同性愛者、遺伝病者などには断種措置や堕胎が行われた。これらの優生学的思想は大量安楽死政策T4作戦につながることになる。
これらの目的を達成するため、「ヒューマニズムは弱者の侍女」であり、「人間の残忍な破壊者」とされ、弱者に対する憐憫は害悪とされた。

### 教育
ナチズムの理想とする教育は反主知主義と反個性主義に基づくものであった。ヒトラーは本能と意思が必要なものであるとし、教養はそれを邪魔するものと考えていた。このため教育においてはまず「肉体的訓練」と、ドイツ民族が最高の民族であり、弱者に対する憐憫にとらわれず他の民族を支配するという「闘争的世界観」が必要であるとされた。またそれを実現するための「自己犠牲」と「服従の精神」も要求された。

### 労働者像
ナチズムにおける労働者像は市民と労働者という対立するイメージを統一的な「民族共同体」の中に解消することによって生まれた。ここには、先ず何よりも国民全体を「労働者」として標準化しようとするナチ党の意図を認めることができる。ドイツ労働戦線・全国党組織指導者ロベルト・ライは次のように宣言している。
ナチス・ドイツでは、「職員（Angestellte）」という語はあまり用いられず、それに代わる「労働者」の言葉が拡大解釈され、その価値が称揚されるようになった。
これは、レトリックのうえで「労働者」を上に引きあげて「民族共同体」に編入し、ある種の「無階級社会」を実現するためであった。
1938年にライは次のように断言している。

#### 偶像としての労働者像

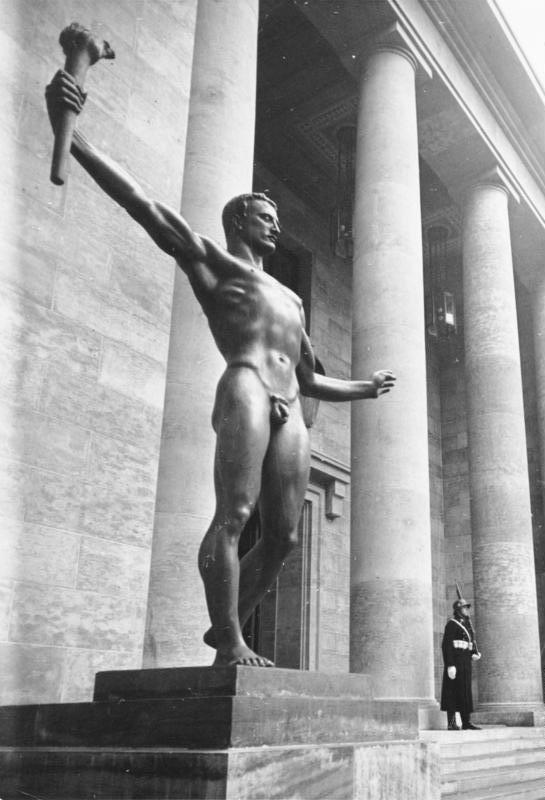
アルノ・ブレカー『党（Die Partei）』

ナチ党が作成した労働者向けの選挙ポスターには、ハンマーを持った男性労働者の図像が用いられている。これはナチズムによる社会主義リアリズムの表明ともいえる。しかし、ナチ党の最も「社会主義的」といえる側面は、突撃隊（SA）の運動形態である。SAの活動は「労働者的公共性」の伝統を受け継ぎ、それをさらに急進化したものであった。また、SA内部での党内左派分子が活発に活動し、たえず「第二革命」を求めた点に共産主義との親近性が認められる
しかし、さらに重要な点は、ナチズムが労働者の中に自己のイメージを見いだし、活力にあふれた労働者の身体を持って運動を進めようとしていたことである。ナチス・ドイツ下での労働者の彫像等は、男性の（とりわけ裸体の）図像を用いている点でプロレタリア的社会主義運動の伝統と連続していた。しかし、こうした労働者像はナチズムのアンビヴァレントな感情が反映されているのであって、この像は一方では健康と活力にあふれ、称賛すべき肉体をもつが、他方ではそのダイナミズムを閉じ込めた、統制され規律化された「労働者像」でなければならなかったのである。一例として、アウトバーン記念碑は、そのダイナミックな力強さにもかかわらず、ドーリア的ともいえるような簡素な様式によって動きを抑制され、がっしりとした古典主義的秩序を保っている。この動きの硬さは、ナチ時代を特徴づける芸術様式（新古典主義ないしは新即物主義）の生み出した効果であると同時に、ナチズムの秩序観の核心にある男性原理がもたらしたものであった。ヴァイマル共和国の軟弱な気風を激しく攻撃したナチズムは、「規律と秩序」を確立するためにこの男性原理を徹底的に強調したのであり、彼等が夢見た「固い戦友愛」で結ばれた男達の共同体であった。
K.テーヴェライトが「男性的な硬さ」と呼んだこの原理は、逆説的にも、ナチズムが描き出す身体像にしばしばホモセクシュアルな様相を与えることになった。例えばトーラクの『戦友』と題する彫像は、2人のたくましい全裸の男性が並んで立ち、互いに手足を組んで友情を誓い合う姿を描いている。ここにはナチズムの秩序観がはらむ根本的な緊張点が示されている。ナチズムは男性原理を称揚したにもかかわらず、この原理を極限的な形で示した同性愛者を「根絶」し、同性愛者であったエルンスト・レーム以下SAの幹部を粛清したことは、この緊張点を鮮やかに浮かび上がらせている。
こうした労働者像には次のような政治的意味を読み取ることができる。即ち、労働者は巨大で畏怖すべき存在であり、その身体には活力がみなぎっているが、そのエネルギーは体制の生産力となるように規律・統制・訓練されねばならない、という意味である。
注目すべきことは、これら身体像が一糸まとわぬ裸像で表現されていることである。この点に社会主義イコノグラフィーとの違いを認めることができる。社会主義リアリズムにおける図像は腰まではだけた半裸の労働者像によって特徴づけられるが、それはシンボリズムとリアリズムの妥協として生まれたものであった。しかし、ナチズムは、全裸の肉体を描いた点でリアリズムを放棄している。国民全体を「労働者」として包括的に表象するために、ナチズムは現実と距離をとり、ギリシャ的裸像を用いてこれを理想化しなければならなかったのである。従って、写実主義的労働者像は、周縁に追いやられ、より中心的な労働者像は労働者の現実を払拭した抽象的なイメージとして確立されることになる。ここには最早、労働者の具体的な生活は存在せず、存在するのは労働者の形態のみである。

#### 労働の美

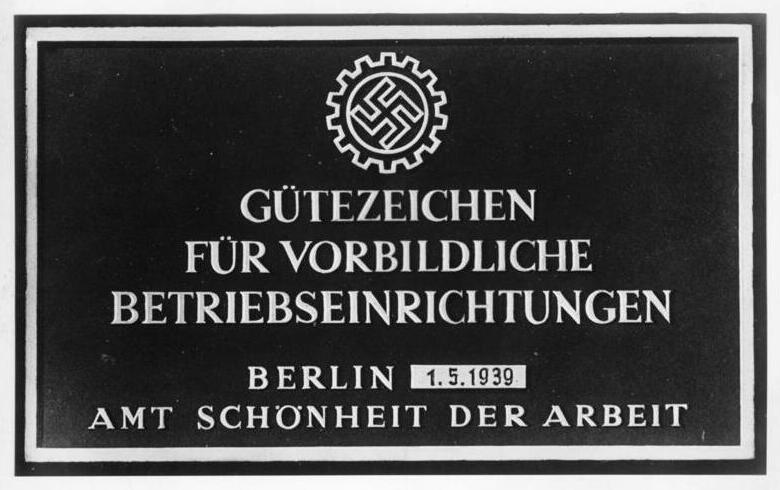
「労働の美」局の品質表示

労働に関する美的課題を具体化したのが「労働の美」局（Schönheit der Arbeit、SdA）である。アルベルト・シュペーアが一時、局長をつとめたこの部局は、企業の設備を改善するために大々的なキャンペーンを展開し、休憩室の設置、スポーツ施設や社内食堂の整備、社宅や会館の建設といった福利厚生施設の大幅な拡充を求めた。さらに、労働科学の方法を活用して経営の合理化を促進し、労災の防止や労働衛生の改善を進めるなど、近代的で進歩的といえるような社会政策を発展させていた。
「労働の美」という名称が示唆しているように、本局が追求したのは美しい労働のありかたであり、健康でエネルギッシュな労働者が清潔な職場で業績をあげることができるような環境形成を目標としていた。もちろん、そこには人間を生産性の問題に還元する冷酷な能率主義があり、人種的価値に基づく選別さえ肯定している点で、部分的にはアルフレート・ローゼンベルクの「北方人種理論」とも重なり合っていた。だが、それは決して前近代への逃避ではなく、むしろ技術崇拝や進歩信仰に基づくものであり、ヴェルクブントやバウハウスの機能主義的モダニズムにも通ずる理想であった
事実、「労働の美」局は、優れたデザインの家具や家電製品を選定するなどして近代的な技術、デザインを積極的に奨励していた。ナチ時代の生産美学の典型としては「国民受信機」や「国民車」があげられるが、「労働の美局のモデル」の称号を獲得した製品もまた、手工業的な質素さとモダンな機能美を備えたものばかりであった
このように「労働の美」局は、人種思想や前近代的な伝統主義を機能的・即物的なテクノクラート美学と結びつけ、これを新しい政治美学に転換する役割を果たしたのだった

### 革命性
ノークスは、次のようなヒトラーの言葉を引用し、いかにヒトラーがナチ党と他の民族主義党派との間に一線を画することに意を用いていたかを強調している。
同じように民族主義、反ユダヤ主義的立場をとりながら、ナチ党が隣接する他の民族主義諸党派から自派を区別していた点は、両者のエリートの性格にあった。ドイツ国家人民党、鉄兜団、ドイツ民族自由党といった保守・右翼グループの指導層は、依然として教養ある上層中間層の出身者たちによってしめられていた。これに対してナチ党は、これら上層中間層を「俗物ブルジョアジー（Spiessertum）」といった表現によって激しく攻撃し、それに対する反撥を自らの結集の核としていた。
1930年代におけるナチ党の内部構造は依然として「すぐれて下層中間層的」であったがゆえに、上層ブルジョアジー出身の新入党員、とくに「9月党員」（1930年9月の国会選挙におけるナチ党の躍進を見て入党した連中を指す）は、数の上で優勢な小ブルジョアジーの党員に抑えられていた。
ナチ党のエリートの特色は単に小ブルジョアジー出身ということだけにあったのではなく、指導層の年齢の若さ、またその多くが軍隊や義勇軍運動の経験をもつところの、社会の根無し草（デラシネ）分子であったことなども指摘されている。
ナチスは2つの意味で革命的であり、第1には、ナチ党の幹部が「現状を転覆しようと願う下層中間層出身の『新しい人間』を含んでいた」こと、そして第2には、ナチ党の組織が全体主義的であり、単に当時のドイツの政治構造の変革ばかりでなく、社会生活の伝統的パターンを打破しようとするものであったことにある。ナチ党は特にその初期の段階において、社会的因襲や階級構造の厳格さから逃れたいという若い世代の願望にアピールする政治スタイルの確立に成功していたといわれる。

### 経済
ヒトラーは経済について深い興味を持っておらず、経済関係の談話はほとんどなく、蔵相ルートヴィヒ・シュヴェリン・フォン・クロージクと面会したのも1942年が最後であった。世に言うナチス・ドイツの経済復興は、ヒャルマル・シャハトの手腕によるところが大きかった。
ヒトラーおよびナチズムの経済に関する思想は単純であり、経済界を国家の指導に従わせればうまくいくと考えられていた。また株式や投機を不労所得であるとして憎悪しており、株式企業は将来的に国有化することを考えていた。
膨大な戦費についても楽観視しており、2000万人の外国人労働者を低賃金で酷使すれば国家の負債が返済できると考えていた。この楽観的な考えは次の言葉にも表れている。『とにかく歴史から学びたまえ、これまで借金で亡びた民族など一つもありはしないのだから』
ナチズムの経済イデオロギーの特徴に関する学術的な研究のなかでは、ナチズムは資本主義的だったのか、それとも社会主義的だったのか、という問題が中心的なテーマになっている。
まだ戦前だった1939年に社会学者マックス・ホルクハイマーは、次のような見解を表明していた。「資本主義について話したくない人は、ファシズムについて黙ればよい」。マルクス主義の歴史家マンフレート・ヴァイスベッカーは、2011年に出版した本のなかで「国民社会主義ドイツ労働者党」という名称はただのデマゴーグだとした。彼によればナチスは実際にはナショナリズムでも社会主義でもなく、たんにファシズムであったからだ。
それとは異なり、ルートヴィヒ・フォン・ミーゼスは1947年に次のように述べている。「ナチス、つまり『国民社会主義ドイツ労働者党』というイデオロギーは、我々の反資本主義的で社会主義的な時代精神を最も純粋で頑固に表明したものである」。
ナチズムの経済政策的傾向は、次の点で研究されている。
- ナチスとヒトラーを権力の座につかせたグループの資金源は何だったのか
- ナチズムのイデオロギーはどういう意味で反資本主義的であったのか
- 1933年〜1945年にナチス体制が実際に行った経済政策は何だったのか

#### ナチスの資金源
マルクス主義者によると、フリッツ・ティッセンやエーミール・キルドルフのような工業経営者の寄付や、1932年ヒトラーを首相に任命するようパウル・フォン・ヒンデンブルクに送った請願書（Industrielleneingabe）は、ヒトラーに権力を引き渡した責任が大企業にあることの証拠である。そのため例えば東ドイツの歴史家エバーハルト・スチヒョンは、「ドイツの工業経営者、銀行家、大地主の多数派が、ヒトラーの首相就任を望み、その手はずを整えた」と考えていた。
それに対して、彼の西ドイツの共同研究者であるラインハルト・ネーベによれば、多くのドイツの企業とその上部団体であるドイツ帝国産業連盟は、ヒトラーではなく、その先任者であるハインリヒ・ブリューニング、フランツ・フォン・パーペン、クルト・フォン・シュライヒャーを支持していた。この見解は、アメリカの歴史学者であるヘンリー・アシュビー・ターナーの研究によっても裏付けされている。それによると、ナチスの資金源は、財界からの寄付ではなく、団体の会費と入会金であった。大企業はナチスよりもむしろドイツ国家人民党、ドイツ人民党、中央党のほうに多くの金を与えていた。それはナチスの権力掌握という都合の悪い事態に対する防衛策でもあった。そのため今日では歴史学においては、大企業はナチスの台頭とヒトラーの権力掌握の根本原因とは考えられなくなっている。

#### ナチズムにおける反資本主義

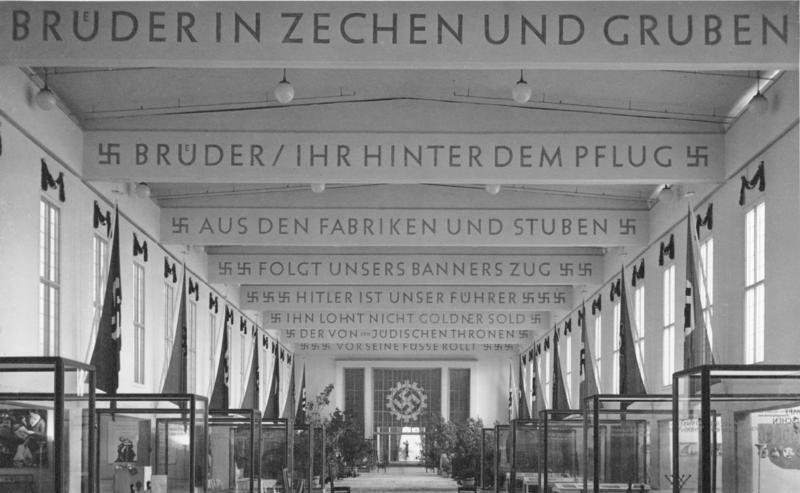
DAFによる展覧会（1938年）。横断幕にはソビエトの革命歌である「憎しみの坩堝（Смело, товарищи, в ногу!）」のナチによる替え歌「鉱山と炭坑の同志よ（Brüder in Zechen und Gruben）」の歌詞が記されている。

ナチズムには、反ユダヤ主義の影響を受けた反資本主義な要素があった。議論の対象になっているのは、特にグレゴール・シュトラッサー派の追放後、反資本主義要素がどの程度組み込まれていたのかということである。
1920年の25カ条綱領には、例えば利息による隷属の打破、トラストの国有化のような反資本主義的な要求が含まれており、ヒトラーも1926年までこれを「修正不可能」として支持していた。当初、ヨーゼフ・ゲッベルス、グレゴール・シュトラッサー、その弟のオットー・シュトラッサーのような幹部たちは、演説に社会主義的な演出をするのが常であったが、1930年に党を離れた。ヒトラー自身は、公然と私的所有権を認めていたものの、それにもかかわらず、例えばいわゆる「アーリア化による流れのなかで私有財産の没収を行った。特に資産没収の対象となったのは、ユダヤ人だが、ユダヤ人でない移民や政治的に敵対者も含まれていた。
アルブレヒト・リッチルは、1930年から1934年に社会主義派がしだいに排除されたことに注目し、反資本主義的なトーンを反ユダヤ主義に偽装したと指摘した。ナチスにおける反資本主義と反ユダヤ主義の緊密な結びつきは、例えばナチス会派の議長が1930年10月18日の帝国議会でかけた動議のなかにも見られる。そのなかで「銀行貴族や株式貴族である、1914年8月から移住してきた東方ユダヤ人と他の外国人たち」の全財産を「ドイツ国民全体の利益のために」没収するよう主張した。
世界恐慌が最高潮に達した1931年、労働者階級からの支持を得るためにナチスは国家的な雇用創出事業を要求した。それ以前には左翼や労働組合というかたちで組織された労働運動を叩きのめしてきたにもかかわらずである。ナチスは、内政的にはマルクス主義と共産主義を、外交的にはボルシェヴィズムを敵視していた。
ナチズムは、一貫したナチスイデオロギーと「フューラー」の指導による「強い国家」のもとで「国民と国家を統一」する民族共同体としても定義されていた。労働義務と人種的に定義された民族利害へと全国民を動員するが、生産関係を逆転させるべきかどうかについては、何も答えなかった。民族共同体のような言葉は、25カ条綱領にはなかった。マルクス主義における無階級社会という主要理念に対するアンチとして、また個人主義的な自由に裏打ちされた多様で議会制による社会民主主義に対するアンチとしても考えられ、左翼とは明確に異なる姿勢を打ち出した。

#### 私的所有権と競争原理との関係
アメリカに移住した政治学者のフランツ・レオポルド・ノイマンは、ナチズムの実践と構造について論じた著書『ビヒモス (フランツ・ノイマン)』（1942年、1944年）のなかで、ナチスの統治機構は私的資本主義の生産方式から脱したのではなく、「全体主義的独占資本主義」を生みだしていると論じた。
ヒトラーは私的所有権について、1919年には個人的に、1926年にはハンブルク・ナショナルクラブで公に支持を表明した。しかしベルリンの経済史研究者のアルブレヒト・リッチルは、ヒトラーが1942年3月に自分の副官たちと打ち解けた雰囲気のなかで述べたことに注目した。そこではヒトラーは、「労働者が株式会社で怠けないで勤勉でいたり、天才的な技術者が経営のトップに立っていても、株主は自分で何にもしないでたくさんの配当を得ている」と述べて「株を匿名で私的に所有することについては」基本的に反対した。
1944年6月26日、ヒトラーとアルベルト・シュペーアは、オーバーザルツベルクでヴァルター・ローラントのような軍需産業の重要人物の前で演説し、「自己責任」を求め、戦後には「ドイツ経済の私的な主導権」が最も開かれる時代になると予告した。
私的所有権を没収することに対するナチズムの正当化が最も顕著に現れた事例として、ユルゲン・リルタイヒャーは、ローゼンタール陶磁器株式会社の事例を挙げた。新しい企業経営幹部がオーバーフランケン地方の大管区長官へ宛てた手紙のなかでは、国家介入へのお願いが次のように説明されていた。「いまの時代にPh.ローゼンタールやU.フランクのような人々が、まだ自分たちの取り巻きと一緒になって、リベラルで資本主義的な方法とユダヤ的屁理屈によって、純粋に利己的な動機から大企業を危険にさらすことができるような状況というのは、企業はいまや古くからの党の闘士たちの指導下にあるのですから、排除されなければなりません。おそらく陶磁器産業こそが今まで、『利己心より利他心』という考えや国家社会主義的な思想が職場の友人関係に貫徹される唯一の場所なのでしょう」。
当時ナチスの政治家で保守的なファシズム理論家だったヘルマン・ラウシュニンクによれば、経済問題に関してヒトラーは、純粋に「あらゆるドクトリンから自由でいようとする[...]現実主義的な政治態度」であった。ラウシュニンクによれば、ヒトラーは一貫して経済を上位の政治的目標に従属させていて、つまり経済に関しては、原理的な秩序構想ではなく、流動的に適応可能な目標だけを追求していた。
歴史家のヘンリー・アシュビー・ターナーは、ヒトラーが「リベラルな競争原理」と私的所有権を肯定していたという結論に達した。もちろん「彼は歪んだやり方で経済生活の社会進化論的見解を押しつけただけであった」のだが。
アブラハム・バーカイはターナーの命題に反論し、ヒトラーは自由放任主義を根本的に拒否していたのだから過激な反リベラリズムであったとした。ターナーが不十分に描写した結論部の出展引用が参照しているのは、リベラルな競争原理とは両立しない考え方である。ターナーが根拠として引用したヘルマン・ラウシュニンクは、1984年に当事者としての証拠の信憑性に疑問を持たれたため、「ヒトラーとの会話」は「今日ではほとんど信憑性を認められない作品」であり、「まともに注視されない」とKerschawは説明している。
イェルン・アクセル・ケンメラーによれば、ヒトラーは1920年代の民営化構想を拒絶しており、むしろ大企業の株式会社やエネルギー事業体などの国有化を支持していた。たしかに既存の産業部門が国有化されることはなかったが、国立企業（例えば国家工場ヘルマン・ゲーリング）が設立された。このような企業は経済法において今日でも影響を及ぼしている。

#### オルド自由主義との関係
経済学者のラルフ・プタークにとって、「この時代のオルド自由主義者の著作の多くは、オルド自由主義の計画に対するナチズム的な容認」を示唆している。ニールス・ゴールドシュミットは、プタークの結論に異論を唱え、ヴァルター・オイケンの『国民経済－いずこへ』(1938)が出版禁止になったのはその証拠だとした。さらに、オルド自由主義者の反ナチ運動、例えばナチス時代のフライブルク学派も証拠に挙げている。「特にフライブルク学派」が抵抗したのは、ナチズムに介入主義的・一極集中主義的な経済政策をとる傾向があったためだろうとハウケ・ヤンセンは述べている。

#### 平等原則と社会主義の関係
ナチズムとソビエト共産主義は、独裁主義的で反自由主義という基調があるという点で類似しているとフリードリヒ・ハイエクは強調している。ハイエクにとっては、社会主義とナチズムは、追求する目標こそ異なっているものの、全体主義的傾向があるという点で同一であり、両者とも、中央による計画を用いる集団主義の一種であり、豊かさや民主主義、法治国家の破壊をもたらす。
ライナー・ツィテルマンは、ヒトラーを「革命的」だったと考えている。労働者の出世チャンスを増やすということが、彼の人種理論に基づき、大真面目な関心だったからである。その際重要だったのは、「個人の才能をできるだけ伸ばせるようにすることではなく、ドイツ国民共同体の利益を増やすことであった」。経済に対して彼は、「政治と経済の関係に革命をもたらす」ために他の社会領域よりも「政治優位」になるよう努力していた。資本主義的経済システムからヒトラーは代えようとしていたのは、市場経済と計画経済を新たに統合して一つにまとめあげるという経済秩序である。ナチズムがもたらした「社会革命」は一貫して大まじめに受けとめられていた。ヴォルフガング・ヴィッパーマンとミヒャエル・ブルライは間接的に、このような考えでは人種差別的・反動的なナチス体制の性格が過小評価されすぎていると批判している。
ヨアヒム・フェストによれば、「ナチズムの政治ポジションについての議論は一度も徹底的に行われたことはなかった」。その代わりに「ヒトラーの行動と社会主義には親和性があることに反論する無数の試み」が行われた。確かにヒトラーは生産手段を国有化しなかったが、しかし「あらゆる風潮の社会主義者と同様に、社会的画一化を進めたことに変わりはない」。
ゲッツ・アリーの見解でも、ナチス体制は「親切独裁制」であり、社会福祉によって平等原則を実現しようとした。ナチスの綱領は、反ユダヤ主義に結びついた2つの平等理念を独占した。ひとつは、民族的同質性であり、もうひとつは「国家社会主義」としての社会的平等であった。しかしこのような平等要求は、社会主義の理論とは異なり、「ドイツ国民という民族的に定義された大集団」と関係していた。

#### ナチスの経済政策
はたしてどの程度ナチスの経済政策が、ナチズムの経済政策理念に合致していたのか、あるいは「ナチスの軍拡路線の要求に従っていた」だけなのか（参照：戦時経済）が議論になっている。ヴィリ・アルバースによると、第一次世界大戦と第二次世界大戦当初、各国が目指したリベラルな戦時経済政策が失敗した経験から、第二次大戦参戦国のすべてが統制色を強めていた。すでにヴァイマル共和政の時代に、激しい経済問題に晒されたために、例えば外貨が管理されたように国家統制色は強まっていたと、マルクス・アルベルト・ディールは論じている。
総じて見れば、1933年から1945年まで実行された経済政策に関する見解は矛盾している。一方では、1931年のドイツ銀行危機で事実上国有化された大手銀行の再民営化は、政府の前資本主義的な態度を物語っている。他方で、ヒャルマル・シャハトの新計画（1934）、四カ年計画（1936）、軍需大臣アルベルト・シュペーアによる戦時経済（1942以降）などの統制的経済介入は、自由な企業家の活動を少しは残していた。閉鎖経済という経済目標に適合して、1933年農業における自由市場経済は、全国農業生産者団によって事実上廃止となった。もちろん1930年代には他のヨーロッパ諸国でも農業における計画経済政策が拡大していた。ドイツ再軍備宣言の兆候のなかでは、価格メカニズムが働いていた多くの製品が配給となった。例えば、鉄、外貨、交通、労働市場もそうであった。
歴史家のクラウス・ヒルデブラントは、オルデンブルク歴史概要での研究状況を次のように要約している。「確かに企業は私的な経営を続けていたが、間違いなく、戦争経済による収益も高まっていた。しかし、資本主義経済にとって重要な目的-手段の合理性は、軍需産業と閉鎖経済の呪縛とヘルマン・ゲーリングの命令のなかで次第に有効ではなくなっていった」。アダム・トゥーズによれば、大手銀行も1933年から1945年のあいだに、その影響力は決して小さなものではなかった。1929年の世界恐慌においてすでに国家に対する大企業の影響力（「ビック・ビジネス」）は増大していて、ナチズムによってそれはますます高まっていた。ナチス体制は、とくに軍需面で民間企業の協力を必要としていたので、民間企業は権力を失ってはなかったにもかかわらずである。
ディートマー・ペツィーナによれば、「ナチス体制は、中央集権型経済と市場経済の違いを明確に分類しようとはしなかった」。経済秩序は「コーポラティズム経済から国家の管理経済へと変容していった。確かに企業の利潤追求は排除されていなかったものの、本質的な所有権は制限されていたからである」。アダム・トゥーゼによれば、ドイツにおける外国資本（例えば、フォード、オペル）は没収されなかったが、資本流通管理があったため、資本の引き上げは大きな損失があった場合しか可能ではなかった。その結果、外国資本はやむを得ず利益をドイツに再び投資せざるを得なかった。ゲロルド・アンブロシウスによれば、「戦争が始まるまでに中央計画・統制への基礎が完成した」。
このような命題は、現在の秩序理論的な研究からも支持されている。ミヒャエル・フォン・プロリウスは、ナチス体制を「絶え間ない新組織化・再組織化の結果と、数えきれないほど多くの統制化・官僚化」として記述している。マルクス・アルベルト・ディールによれば、「ナチス体制下におけるドイツの経済秩序は、市場経済の理念型から遠く隔たり、最終的には計画経済へと合致するようになった」。ゲッツ・アリーとズザンネ・ハイムによると、中小企業を支援するとプロパガンダされたが、実際には経済の合理化の前に影が薄れていき、かなりの中小企業が破産・倒産に追い込まれた。軍需大臣フリッツ・トートは、民間経済を戦争経済へと編入することを「総統精神」と「企業精神」の応用と表現した。
戦後の計画は一方では禁止されたが、他方では、歴史家のベルンハルト・レフラーによれば、ドイツ工業全国身分は1943年、敗戦が濃厚になったためルートヴィヒ・エアハルトに戦後の経済政策計画を担当させた。これらは「市場経済に志向」し、「ナチス体制とは異なっている」ものであった。諸産業と帝国経済省やハンス・ケールが指導した軍需省内部の計画担当局は、戦争・統制経済から平和・市場経済への移行を慎重に計画していた。帝国経済省においてオットー・オーレンドルフは、「市場経済による戦後の計画を擁護」し、「どんな世界観の違いがあろうともリベラルで、企業に有利な市場秩序へと新たに再編成しようとしていた」。平時には官僚的な統制機構ではなく、「活動的で思い切った試みをする企業」が出てくるべきであるとオーレンドルフは考えていた。ヒムラーもシュペーアの「完全にボルシェヴィズム的」な経済統制を批判していたので、オーレンドルフを支持していた。

### 東方生存圏
ヒトラーは我が闘争以来一貫して東ヨーロッパ地域の獲得と、ドイツ民族の移民を主張しており、独ソ戦の動機の一つとされている。移民が行われる東方生存圏にいるポーランド人、ウクライナ人、ベラルーシ人、ロシア人、チェコ人はそれぞれドイツ民族との人種的親疎によって定められた割合に基づき、シベリアへの追放か、同化・使役としての対象とされるかが決められた。
支配下に置かれた劣等民族に対しては、人口の削減と徹底的な文盲化が望ましいとされた。優秀民族には推奨されない避妊を推奨し、種痘等の予防的医学は有害であるという迷信を広めることによって人口を削減し、数学等の高等教育を行わないことで、彼らがドイツ人にかわる「支配者」としての観念を持たせない事を目標とした。

### 司法
ヒトラーはナチズムにおける司法の役割を「反社会的存在として、共通の義務を免れようとし、共通の利益を侵害しようとする」者から「民族を維持し保護していくことに協力する」ものであると定義した。また人民法廷の長官となったローラント・フライスラーはナチス刑法を「民族の敵の犯罪意思を征服し、調教し、抹殺する」ための「鋭利な武器」であるとした。
この時代の法学者フリードリヒ・シャフシュタイン（de）は法益論を「啓蒙のイデオロギーの毒」として排し、共同体に対する「忠誠義務」が刑法の中心となるべきであるとした。この思想の元で罪刑法定主義は否定され、刑法は起こった罪を裁く結果刑法から、犯罪者の「犯罪的意思」を裁く「意思刑法」へと変化した。共同体への忠誠義務を裏切った者は排除するべき種的変質者とされた。

### 反ユダヤ主義
ユダヤ人は「最低の人種」、「悪魔の民」、「反人間」、「非人間」、「他の人種、国家に巣くう寄生虫」であり、アーリア人種とは正反対の存在であるとされた。しかしこれはユダヤ人が無能力であることを指すのではなく、マルクシズム、ボルシェヴィズム、資本主義、自由主義、平等主義、民主主義など「ドイツ的でないもの」の全ての創造者であり、また、文化的破壊者でもあるとされた。第一次世界大戦の張本人で大戦後のドイツの混乱を生み出した黒幕、つまりドイツの徹底的破壊を狙う大扇動者であるとされた。世界支配をめぐる民族の戦いはつまるところドイツ民族とユダヤ人の戦いであり、「アーリア人の勝利か、もしくはその絶滅とユダヤ人の勝利」の二つの可能性しかないとされた。
ユダヤ人の戦術は民族の特性を雑種化して、最も価値ある階級の人種的価値を低下させることで、民族の指導者や支配層を根絶する「血のボリシェヴィキ化」であるとされた。このためユダヤ人に対する闘争は他の民族との闘争とは異なり、解決方法はウイルスである「ユダヤ人を除去する」ことのみであった。
後の独ソ戦においてロシアは国際主義的ユダヤ人の母国とされ、戦いは「純粋な世界観戦争」であると定義された。

## 他の思想との関連
歴史学者フリッツ・フィッシャーはドイツ帝国主義の膨張政策がナチズムの政策と類似しているとした。第一次世界大戦勃発直後の1914年9月9日に策定された「9月綱領」には積極的な領土拡張が目標の一つと定義されており、東方生存圏の範囲は第一次世界大戦中のブレスト＝リトフスク条約でドイツ側の勢力圏と定められた地域と一致している。これらの東方領土拡張思想は「東方への衝動」と呼ばれている。
また人種学、優生学、反ユダヤ主義といった思想は、硬軟様々ではあったが当時世界中に広がっており、ナチズムにおいてはそれが極端な形で実行された。

### 哲学・人文学・文化との関連
「第三帝国」という概念について、『日本大百科全書』は以下の解説をしている。
社会哲学者イヴォンヌ・シェラットの学術書『ヒトラーの哲学者たち　Hitler's Philosophers』によると、第三帝国ナチス・ドイツは様々な形で哲学者たちと相互協力しており、アドルフ・ヒトラー自身も「哲人総統」、「哲人指導者」を自認して活動していた。

「ナチ哲学者」としてはマルティン・ハイデガー、カール・シュミット、アルフレート・ローゼンベルク、エルンスト・クリークなどが居り、彼らはナチズム教育を学生全般へ施していた。例えばハイデガーは、ナチ隊服を着用し自らを「新総統」と宣言して以降、哲学研究の中で
「国民社会主義〔ナチズム〕の内的真理と偉大さ」
を論じたり、「人種学および遺伝学」の観点から
「安楽死問題が真剣に熟慮されるべきである」
と主張したりしていた。
三ツ木道夫（比較社会文化学博士）と大久保友博（人間環境学博士）は、人文学者がナチスという暴力を擁護したことは、ある種の「人文学の敗北」、「教養主義の挫折」であると述べている。批評家ジョージ・スタイナーも、文学・音楽・教養などが実は虐殺と表裏一体であると批判している。 

## シンボル
象徴色は褐色とされる。ヒトラーやゲッベルスらナチス幹部の正装は褐色である。ナチスの突撃隊は褐色の制服を用いた事から「褐色シャツ」とも言われ、エルンスト・レームは「褐色革命」を主張した。一般にナチスの象徴としてのイメージが強いナチス親衛隊の黒色の制服やトーテンコップ（髑髏マーク）の帽章は、元々プロイセン王国の近衛兵や軽騎兵が採用していた伝統的なものである。またハーケンクロイツも従来よりトゥーレ協会やエアハルト海兵旅団など、ドイツ民族主義者の間で広く使用されていた。

## 各国のナチズム
ナチス・ドイツの影響を受け、ズデーテン・ドイツ人党などヒトラーを支持する政治運動がドイツ国外にも誕生したが、指導者原理の性質上、独自性を持った思想を生み出すことはなかった。また、戦間期・第二次世界大戦期に発生した各国のファシズム、あるいはファシズム類似の運動はしばしばナチズムと同一視されることがある。また、戦後においても特定の政治勢力や思想を批判するため、ナチズムであると呼ばれることがある。

## 評価
ナチスを支持した政治学者のカール・シュミットは著書「政治的なものの概念」などの中で、人民の意思を実現するのが民主主義であり、国民が敵と味方を明確化すべきだが、議会制民主主義は各利益団体の代表にすぎないため、独裁者による決断も必要とした。しかし後年の「パルチザンの理論」では、人道に対する犯罪は絶対的な敵とした。また哲学者のマルティン・ハイデッガーは当時ナチスを支持したことを問われ、後年『弁明』を行った。彼とナチズムの関わりは一個のテーマとなっており（en）、現在も複数の研究書が出版されている。
南原繁は著作「国家と宗教」で、ナチスの思想は国家や民族的要素の神聖化であり、宗教性や理想主義的要素があるとしながらも、キリスト教理念からの離反と暴力性を批判した。
佐野誠は著作「近代啓蒙批判とナチズムの病理―カール・シュミットにおける法・国家・ユダヤ人」で、ナチスの反ユダヤ主義や安楽死計画との関連を指摘し、病理であり野蛮と批判した。
宮田光雄は著作「ナチ・ドイツの政治思想」で、「ナチズム」側と「反ナチ」側の思想の両面から、「ナチ・ドイツ」の思想を宗教・実践など幅広い視点から照らし出した。